# Alberto Bona
Alberto Bona (* 7. November 1978 in Mailand, Italien) ist ein italienischer Film- und Theaterschauspieler sowie Drehbuchautor und Filmregisseur.

## Filmografie

### Schauspieler
- 2004: Agata e la tempesta
- 2006: Dermo sluchaetsa
- 2007: Cat's smack
- 2008: Circumstances
- 2008: L'uomo garbato
- 2008: Pensieri di un viandante solitario
- 2013: L'Assenza

### Regie
- 2008: L'uomo garbato
- 2008: Pensieri di un viandante solitario
- 2009: La sonnambula
- 2009: Storia di un liutaio
- 2010: So in Love
- 2011: Elgar Cello Concerto
- 2011: Meet me in Winter